# Liste der Kulturgüter in Othmarsingen
Die Liste der Kulturgüter in Othmarsingen enthält alle Objekte in der Gemeinde Othmarsingen im Kanton Aargau, die gemäss der Haager Konvention zum Schutz von Kulturgut bei bewaffneten Konflikten, dem Bundesgesetz vom 20. Juni 2014 über den Schutz der Kulturgüter bei bewaffneten Konflikten sowie der Verordnung vom 29. Oktober 2014 über den Schutz der Kulturgüter bei bewaffneten Konflikten unter Schutz stehen.
Objekte der Kategorien A und B sind vollständig in der Liste enthalten, Objekte der Kategorie C fehlen zurzeit (Stand: 1. Januar 2023).

## Kulturgüter
| Foto |                                                                          | Objekt                                        | Kat. | Typ | Standort                            | Beschreibung |
| ---- | ------------------------------------------------------------------------ | --------------------------------------------- | ---- | --- | ----------------------------------- | --- |
| ja   | Datei hochladen · Wikidata zu Reformierte Kirche (Q2136981)              | Reformierte Kirche KGS-Nr.: 00209             | A    | G   | Chilefeldweg 9.1 658502 / 250048    | 1675 erbautes Kirchengebäude auf zwölfeckigem Grundriss mit Walmdach; Kirchturm von 1895.                                            |
| BW   | Datei hochladen · Wikidata zu Birch (Q105798708)                         | Birch KGS-Nr.: 15668                          | B    | F   | Wilhalde 657960 / 251050            | frühmittelalterliche Grabhügelgruppe                                                                                                 |
| BW   | Datei hochladen · Wikidata zu Ehemaliges Gasthaus Zum Rössli (Q29580312) | Ehemaliges Gasthaus zum Rössli KGS-Nr.: 15669 | B    | G   | Lenzburgerstrasse 9 658517 / 250254 | Stattliches spätklassizistisches Gasthaus unter wenig geneigtem Walmdach; Sockelgeschoss mit Muschelkalkplatten besetzt.             |
| ja   | Datei hochladen · Wikidata zu Ehemalige Mühle (Q29580308)                | Ehemalige Mühle KGS-Nr.: 15670                | B    | G   | Mühleweg 22 658775 / 250032         | 1554 erbaute Mühle. Gemauerter spätgotischer Giebelbau mit Spitz- und Rundbogeneingängen sowie gekehlten Einzel- und Doppelfenstern. |
| ja   | Datei hochladen · Wikidata zu Urechhaus (Q29580314)                      | Urechhaus KGS-Nr.: 15671                      | B    | G   | Bünzweg 4 658672 / 250258           | 1783 im klassizistischen Stil von Carl Ahasver von Sinner erbautes, dreigeschossiges Bürgerhaus unter Walmdach.                      |